# Davisomycella fragilis
Davisomycella fragilis är en svampart som beskrevs av Darker 1967. Davisomycella fragilis ingår i släktet Davisomycella och familjen Rhytismataceae.   Inga underarter finns listade i Catalogue of Life.